# Чепурина, Светлана Николаевна
Светлана Николаевна Чепурина (род. 11 июня 1984 года, Никополь, СССР) — украинская дзюдоистка (в весовой категории до 63 кг). Мастер спорта Украины международного класса.

## Спортивные достижения
Победительница Кубка мира по дзюдо (Баку, 2006 год) — в весовой категории 70 кг.
Серебряная призёрка Кубков мира по дзюдо (Таллин, 2010 год, Баку, 2008 год).
Бронзовая призёрка Кубков мира по дзюдо (Бухарест, 2010 год, Каир, 2010 год, София, 2010 год, Улан-Батор, 2009 год).
Чемпионка Украины 2009 и 2012 гг.
Победительница Кубка Украины-2012.
На Чемпионате Европы в Вене (2010 год) боролась за третье место с россиянкой Верой Коваль, в итоге уступив ей. При этом сама Коваль отмечала, что «она /Чепурина/ самый неудобный для меня соперник: высокая, длиннорукая, угловатая. Мне с ней бороться всё равно, что с деревом…».
Входила в состав сборной Украины, представлявшей страну на Чемпионате мира-2013 в Рио-де-Жанейро, однако выбыла в третьем круге соревнований.
На Мировом «Гран-при» по дзюдо в Алма-Ате 2013 г. заняла 5-е место.

## Рейтинги
- Второе место среди 50 лучших дзюдоисток Украины 2010 года[15].
- Восьмое место в десятке лучших дзюдоисток Украины 2012 года[16].
- 40-е место среди дзюдоисток весовой категории -63 в мировом рейтинге Международной федерации дзюдо за 2013 г.[17]